# شهر أباد (بردسكن)
شهر أباد (بالفارسية: شهرآباد) هي منطقة سكنية تقع في إيران في ناحية شهر أباد. يقدر عدد سكانها بـ 2,185 نسمة .